# Antoine Dalibard
Antoine Dalibard (10 maart 1983) is een Frans wielrenner.
Dalibard is knecht bij zijn huidige ploeg Bretagne-Schuller waar hij zijn profcarrière in 2005 ook begon. Hij heeft tot dusver een overwinning geboekt bij de beroepswielrenners; het eindklassement in de Ronde van Normandië in 2008. Een aantal derde plaatsen in kleine Franse wedstrijden zijn verder zijn grootste resultaten. In 2006 werd hij tiende in de Ster van Bessèges en eindigde hij als derde in de 4e etappe in de Ronde van de Limousin.

## Overwinningen
2008
- Eindklassement Ronde van Normandië

2009
- Eindklassement Kreiz Breizh Elites

Cantero · Dalibard · Delpech · Duret · Guilbert · Le Lay · Lelarge · Naibo · Petilleau · Pivois · Plouhinec · Poilvet · Thébault · Zieliński
Bonsergent · Dalibard · Delpech · Duret · Guilbert · Hervé · Le Lay · Lelarge · Petilleau · Pivois · Poilvet · Zieliński
Bonsergent · Dalibard · Delpech · Duret · Gautier · Guilbert · Le Floch · Le Lay · Lelarge · Petilleau · Pivois · Zieliński
Bonsergent · Dalibard · Delpech · Duret · Gautier · Le Floch · Le Lay (tot 29/07) · Lebreton · Lelarge · Pivois · Poilvet · Rault · Zieliński · Jouanno (stagiair) · Malacarne (stagiair)
Bideau · Bonsergent · Champion · Dalibard · Delpech · Duret · Hartmann · Jégou · Jouanno · Le Bon · Lebreton · Lelarge · Malacarne · Monnerais · Pivois · Rault · Halleguen (stagiair)